# Parrafus interruptus

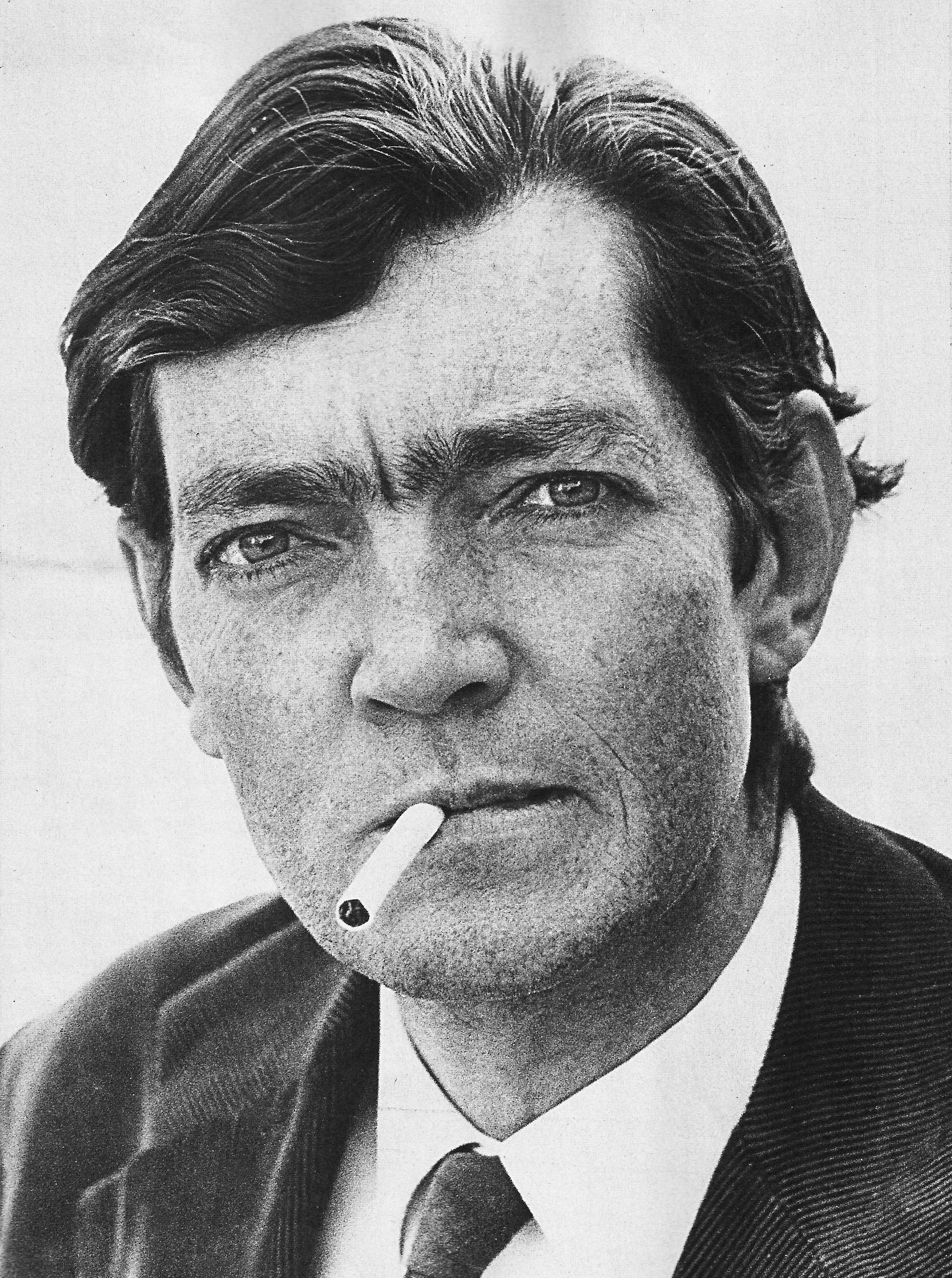
Los premios de Julio Cortázar fue la primera obra leída en el programa.

Parrafus Interruptus es un programa radial de tipo cultural producido en Argentina y en idioma español, creado y conducido por el periodista, escritor, autor teatral, guionista televisivo, editor cultural y crítico de cine Hugo Paredero. Este programa tiene salida a la medianoche de lunes a viernes a través de la emisora pública LRA Radio Nacional.
El programa no responde a propaganda comercial o política de ningún tipo, y solo reconoce como objetivo el entretener, incentivar y premiar el interés por la Literatura promoviendo la lectura.

## Desarrollo del programa
El programa adopta la forma de un juego radial literario que pone a prueba la memoria del oyente quien se convierte en participante con solo una llamada telefónica. El mismo es seguido con vivo interés tanto por expertos profesionales del arte como por aficionados a la lectura, entre quienes despierta un sano sentido de la competencia.
Su nombre, que para muchos llega a ser curioso, es un juego de palabras en latín que remite a la esencia de este entretenimiento cultural, puesto que la lectura se "interrumpe" cada vez que un oyente gana descifrando el enigma.
El presentador y conductor Hugo Paredero, a través de la lectura de un Texto Literario de Ficción elegido entre centenares de autores universales, insta a sus oyentes a reconocer al autor leído y el título de la obra en cuestión.
Por medio de una llamada telefónica, el participante da su respuesta a la doble incógnita de autor y obra que está siendo leída: quien lo hace correctamente en el menor tiempo obtiene como premio un libro. La reiteración de ganadores dentro del mismo mes también es premiada por la Producción del programa. 
Cada programa se enriquece con comentarios y música asociados al autor y título del día y como detalle de interés original, se reproducen registros sonoros documentales disponibles con la voz original del autor que ha sido reconocido. 
El ciclo actual del programa se inició el 4 de abril de 2006, y se cuentan más de 600 textos leídos, sin repetir autor, de los cuales menos de 30 han quedado ininterruptus.

## La educación permanente
La Educación incluye entre sus herramientas a la Educación no formal y dentro de la misma se valoriza actualmente al concepto de la Educación permanente para adultos. El formato de Parrafus Interruptus ha adoptado el modelo de Entretenimiento Educacional, que une la diversión con la difusión del conocimiento y la lectura. Dicho formato es recomendado particularmente por organismos internacionales especializados como la Unesco y usado por los modernos medios de comunicación para potenciar a la educación tanto de niños como de adultos, buscando en el entretenimiento la mejor vía de acceso para hacer más eficiente la llegada del conocimiento a difundir.
Un programa de televisión ya clásico que usa el entretenimiento como vehículo para a la educación de los niños es Plaza Sésamo y reconocidas radios como la BBC del Reino Unido y la RTVE de España incluyen espacios que utilizan dicha herramienta. Desde la segunda mitad del siglo XX, una gran cantidad de programas utilizan intensamente el pasatiempo como soporte para transmitir conocimientos de interés para la sociedad a la que sirven, logrando difundir mejor la alfabetización, la ecología, la vida animal y su entorno, la geografía, las lenguas, la música, la historia, la sanidad y la higiene entre otras disciplinas. Aunque la explosión actual de la Internet parece monopolizar las novedades sobre el sistema, se reconoce que la Radio y la Televisión continuarán siendo soportes irreemplazables tanto por el alcance geográfico cuanto por las condiciones de la población a las que acceden. Así, en todos los países del mundo crece incesantemente el número de programas radiales y televisivos que aportan a la Educación empleando estos formatos. 
Parrafus Interruptus exhibe un estilo no formal y su intención es llegar eficazmente a personas mayores que ya hayan leído los textos que se presentan, para recordarlos y volverlos a disfrutar, a la vez que sirve para activar el interés por nuevas lecturas. El programa ensancha los puentes necesarios entre los conocimientos básicos de la literatura recibidos en las etapas básicas de la Educación formal por niños y adolescentes hacia la maduración del hábito de la lectura requerido por los adultos, proveyendo así al concepto de la Educación permanente.
El programa contiene implícita la evaluación de los resultados obtenidos, y se constituye en verificador de la extensión del objetivo logrado, toda vez que se constate el aumento de la cantidad de oyentes que lo siguen y la proliferación de programas con similares objetivos.

## Características del programa
Utilizando el desafío del reconocimiento auditivo, Parrafus Interruptus activa y ejercita distintos aspectos de la memoria de los oyentes, participantes o no, al poner en juego la capacidad de recordar lecturas muy anteriores o bien mediante la habilidad de elaborar asociaciones cognitivas por recordación de estilos de autores y variedad de títulos captados ocasionalmente. Esa identificación es evidente cuando se alcanza tan solo a partir de escuchar las primeras palabras de una novela, o desde las primeras líneas descriptivas de la escena inicial propias de una obra de teatro.
El material leído abarca un espectro amplio incluyendo desde las más antiguas obras de la historia de la literatura hasta las producciones de autores actuales, seleccionados con criterio por su amenidad, calidad y representativos de las culturas más diversas del mundo.

## Producción del programa
La producción cuenta con la coordinación de Adriana Baldessari, y también con un equipo de colaboradores que durante la emisión diaria se encargan de verificar que las respuestas de los oyentes cumplan con los requisitos establecidos por las reglas de juego del entretenimiento.

### Programas didácticos similares
- Reading and fun (en inglés)
- Literacy is the best remedy (enlace roto disponible en Internet Archive; véase el historial, la primera versión y la última). (en inglés)
- Educación para adultos (en inglés)
- Imágenes de El conciertazo España para niños y jóvenes
- Programa de humor musical Vampiro negro para niños
- Programa de A.Dolina de humor cultural

### Sobre el programa
- Radio Nacional de Argentina
- Los parrafistas (Blog oficial)
- Diario Clarín Entrevista a Hugo Paredero
- Presentación en YouTube
- Juego en YouTube
- Fragmento de Diálogo con Autor en YouTube

- Datos: Q6063300